# Isonychus rugicollis
Isonychus rugicollis är en skalbaggsart som beskrevs av Hermann Burmeister 1855. Isonychus rugicollis ingår i släktet Isonychus och familjen Melolonthidae. Inga underarter finns listade i Catalogue of Life.